# Montclard
Montclard – miejscowość i gmina we Francji, w regionie Owernia-Rodan-Alpy, w departamencie Górna Loara.
Według danych na rok 1990 gminę zamieszkiwało 67 osób, a gęstość zaludnienia wynosiła 7 osób/km² (wśród 1310 gmin Owernii Montclard plasuje się na 770. miejscu pod względem liczby ludności, natomiast pod względem powierzchni na miejscu 825.).